# Schützenstraße (Braunschweig)
Die in Nord-Süd-Richtung verlaufende Schützenstraße in der Innenstadt Braunschweigs verbindet die nördlich gelegene, quer verlaufende Straße Hintern Brüdern mit dem südlich angrenzenden Kohlmarkt.
Die ehemals durch Fachwerkhäuser geprägte Straße verlor durch die Zerstörungen während des Zweiten Weltkriegs und nachfolgende Umgestaltungen ihren ursprünglichen Charakter.

## Geschichte
Die im Weichbild der Altstadt verlaufende Schützenstraße wurde 1314 als Scuttenstrate erwähnt. Die mittelalterliche Wehrverfassung der Altstadt verpflichtete ihre Bürger, teils in schwerer Rüstung, teils als Schützen aufzuziehen. Unter letzteren werden 1365 zwei Besitzer ansehnlicher Grundstücke an der Schützenstraße, Tile Kovot und Hans Kale, erwähnt. Familie Kovot besaß nachweislich seit 1343 das Eckhaus mit der Assekuranznummer (Ass.) 103, das spätere Drevessche Haus. Ob die Benennung der Straße von hier wohnenden bürgerlichen Schützen abgeleitet ist, ist nicht mehr zu klären. Aus dem Jahr 1821 stammt die von Schmidt aufgestellte Vermutung, dass die Bezeichnung von dem Verb „schütten“ (fundere) stamme, da in der Alten Münze, dem Eckhaus Ass. 162, Münzen gefertigt wurden.
Während des Zweiten Weltkriegs wurden die meisten Bauten der Schützenstraße zerstört oder stark beschädigt.
Am 1. Dezember 1969 wurde auf dem Grundstück Schützenstraße 17 eine Gedenkplatte für den Braunschweiger Sozialdemokraten Wilhelm Bracke aufgestellt.

### Historische Bauten

#### Brüdernkirche
An der Schützenstraße liegt die Westfront der evangelischen Brüdernkirche „St. Ulrici-Brüdern“, eine ehemalige Franziskanerkirche. Die Franziskanerbrüder begannen 1242 mit dem Bau einer eigenen Kapelle, von der jedoch nichts mehr erhalten ist. Die Kapelle wurde im 14. und 15. Jahrhundert durch einen Neubau im gotischen Stil ersetzt, der 1451 fertiggestellt wurde. Der Hohe Chor wurde bereits 1361 durch Bischof Heinrich von Hildesheim geweiht. Bis 1522 wurden die Konventsgebäude und der dreiflügelige gotische Kreuzgang fertiggestellt.
Für die Reformation in Braunschweig spielte die Brüdernkirche eine wichtige Rolle. Johannes Bugenhagen, engster Mitarbeiter und Beichtvater Martin Luthers, hielt hier am 21. Mai 1528 seine erste Predigt. Während seiner Tätigkeit in Braunschweig erarbeitete Bugenhagen gemeinsam mit dem Geistlichen Ministerium, der Pfarrschaft und dem Rat die Braunschweiger Kirchenordnung, die am 28. September 1528 vom Rat der Stadt angenommen wurde. Den Franziskanern war bereits nach Ostern 1528 die Predigt und jegliche andere öffentliche Tätigkeit verboten worden. Kirche und Kloster standen nach der Reformation zunächst leer, bis die Brüdernkirche 1544 Pfarrkirche der St. Ulrici-Gemeinde wurde, deren Gotteshaus auf dem Kohlmarkt abgebrochen worden war.
In der nachreformatorischen Zeit wurden in der Kirche bauliche Veränderungen vorgenommen. Die Klosterbauten wurden von der Stadt zu unterschiedlichen Zwecken verwendet. Im Jahre 1569 wurde im Remter des Klosters das Zeughaus der fünf Weichbilde eingerichtet, das in den darauf folgenden Jahren erweitert wurde. Im Jahre 1753 wurde die Bibliothek des Geistlichen Ministeriums mit den Büchern der Liberei in der Brüdernkirche vereinigt. Die Bibliothek verblieb in der Sakristei der Brüdernkirche, bis sie 1863 in das Neustadtrathaus überführt wurde.
Zwischen 1861 und 1865 wurde die Brüdernkirche durch Carl Tappe und 1903/1904 durch Max Osterloh restauriert. Während des Zweiten Weltkriegs wurden die Brüdernkirche und das ehemalige Kloster stark zerstört. Das Dach wurde völlig zerstört und große Teile der Klosteranlage waren nicht mehr vorhanden. Nach 1945 wurden Kirche und ehemalige Klostergebäude in mehreren Bauabschnitten bis zum Jahr 1978 wieder in Stand gesetzt. Vom mittelalterlichen Klosterkomplex sind der Kreuzgang, die Sakristei und eine kleine Kapelle mit Polygonschluss erhalten. Die Kirche enthält noch das Chorgestühl aus dem Ende des 14. Jahrhunderts, den Hochaltar und ein Reliefbild des hl. Franziskus. Der teilweise erhaltene Lettner von 1592/94 ist im Eingangsbereich aufgestellt. Das Taufbecken aus der 1544 abgerissenen Ulricikirche ist ebenfalls erhalten.

#### Bartholomäuskapelle (Schützenstraße 5a)
Die dem Apostel Bartholomäus geweihte Kapelle wurde 1304 erstmals urkundlich genannt, wurde jedoch bereits Ende des 12. Jahrhunderts in romanischen Formen begonnen. Während des 13. und 14. Jahrhunderts erfolgten gotische Umbauten. Ende des 15. Jahrhunderts wurde das Hauptportal an der Ostseite geschaffen. Das Giebelrelief trägt die Jahreszahl 1483. Die Bartholomäuskapelle unterstand dem Patronat des Blasiusstiftes und besaß keine Pfarr-Rechte. In einem Vertrag des Stifts mit dem Rat der Stadt vom 29. Januar 1325 wurde die Kapelle als der Martinipfarre zugehörig bezeichnet.
Nach der Reformation schenkte das Blasiusstift der Stadt den Bau, der bis 1626 leer stand und dann zeitweise als Auditorium für Vorlesungen des Stadtsuperintendenten genutzt wurde. Nach 1671 diente das Gebäude als Zeughaus.
Herzog Anton Ulrich überließ die Bartholomäuskapelle 1708 der reformierten Gemeinde. Die Kapelle wurde durch Baumeister Hermann Korb umgestaltet und am 3. Februar 1709 eingeweiht. Die Westtürme wurden in der Neujahrsnacht 1834 durch einen Sturm stark beschädigt und im Lauf des Jahres abgebrochen. In den Jahren 1850, 1867 und 1877 wurden Renovierungen durchgeführt. Im Jahre 1904 wurde der Bau durch Georg Lübke restauriert. Nach schweren Zerstörungen während des Zweiten Weltkriegs wurde die Bartholomäuskapelle 1953 in vereinfachter Form wieder aufgebaut.

#### Städtische Münze

Städtische Münze auf einem Kupferstich von Johann Georg Beck, 1714

Im Eckhaus (Ass. 162) zum Kohlmarkt lag seit der Mitte des 14. Jahrhunderts (1345/1368) die städtische Münze. Zu dem Bau gehörten das Gießhaus, die Schmiede, die Probierstube, das Sitzungszimmer der Münzherren, die Zehnmännerstube und die Große Kämmerei. Nach der Eroberung der Stadt 1671 ging die Münze in herzoglichen Besitz über. Die nunmehr fürstliche Münze wurde 1719 in die Heydenstraße verlegt. Nachdem das Gebäude 1719 verkauft worden war, wurde hier eine Tabakfabrik eingerichtet, die 1723 ausbrannte. Nachfolgend wurden alle Gebäude der alten Münze umgebaut. Die große metallene, 1659 geschaffene Sonnenuhr der alten Münze wurde im Zuge dieser Arbeiten 1723 am Braunschweiger Dom angebracht. Der herzogliche Hoflieferant Alexander David kaufte 1729 Grundstück und Gebäude. Im Hinterhaus richtete er eine Synagoge ein. Alexander David gilt als Wiederbegründer der jüdischen Gemeinde in Braunschweig. Das Haus ging im 19. Jahrhundert in den Besitz des Industriellen Max Jüdel über, der es 1907 an einen Geschäftsmann verkaufte. Dieser ließ das Gebäude vollständig abbrechen.

#### Wohnhaus (Schützenstraße 2)
Das Wohnhaus mit der Assekuranznummer 105 und die Nebengebäude wurden 1879 abgebrochen. In einem aus dem Beginn des 16. Jahrhunderts stammenden Seitengebäude auf dem Hof fand man während der Abrissarbeiten bei der Entfernung eines hölzernen Verschlages dahinter liegende Wandmalereien in einer vermutlich als Hauskapelle genutzten Nische. Auf dem Gemälde war der auferstandene Christus über dem offenen Grab dargestellt. Folgende Inschrift befand sich oberhalb des Gemäldes:

„Jck bin die vpperstandinge und dat leuent · Wol an mick / gelouet de wert leuen Ob ehr gelich storue / und wol dar leuet und gelouet an mick / De wert numnermehr Sterven Joh u : XI“

Unterhalb der Wandmalerei fand man folgende Inschrift:

„Dies itz dat klene kindelin
dat schal / stedeß in unserm hartenn sin
dat is / von sue(n)den also klar .
dat schencke ick iw Ihm seligen nien ihar .“

Das Gebäude ist auf einem Aquarell von Eduard Gelpke dargestellt.

#### Wohn- und Geschäftshaus (Schützenstraße 4)
Das Haus Schützenstraße Nr. 4 (Ass. 107) wurde um 1300 errichtet.  Für den Zeitraum 1396 bis 1435 ist Hermen Bakenhower, Konstabler und Ratsherr der Altstadt, urkundlich belegt. Hier befand sich das 1878 von Tischler August Honigbaum gegründete, heute nicht mehr bestehende Einrichtungshaus Honigbaum.

#### Fachwerkhaus (Schützenstraße 6)
Der dreigeschossige Hochständerbau wurde um 1490 auf kirchlichem Grund nördlich der Bartholomäuskapelle als Zehntscheune und Wohnhaus erbaut. Eine detaillierte Baubeschreibung ist bei Rudolf Fricke zu finden. Das Haus wurde im Zweiten Weltkrieg zerstört.

#### Weitere Bauten
Im Haus Nr. 27 (Ass. 134) befand sich die Herberge der wandernden Huf- und Waffenschmiedegesellen. Das mit reichem Schnitzwerk verzierte Wohn- und Geschäftshaus in der Schützenstraße 34 wurde im 17. Jahrhundert erbaut. Der Fachwerkbau wurde im Zweiten Weltkrieg zerstört.

#### Kemenaten
Für die Wohnhäuser Schützenstraße Nr. 2, 4, 27, 30 und 35 sind mittelalterliche Kemenaten, d. h. steinerne, mit einem Kamin (lateinisch caminus) beheizbare Räume, überliefert. Seit dem 13. Jahrhundert dienten derartige, meist im hinteren Grundstücksteil eines Fachwerkhauses errichtete Bauten zur Verwahrung wertvollen Besitzes und vor allem als baulicher Brandschutz. Drei Kemenaten in der Schützenstraße waren 1936 noch in wesentlichen Teilen erhalten, wurden jedoch während des Zweiten Weltkriegs zerstört. Aufgrund des teuren Baumaterials waren Kemenaten den wohlhabenderen Bevölkerungsschichten, d. h. dem Patriziat, der Stiftsgeistlichkeit und dem Adel vorbehalten.

### Heutige Bebauung

#### Ehemalige Landeszentralbank
Am 10. Oktober 1983 fand die Grundsteinlegung für das neue Landeszentralbank-Gebäude zwischen Gördelingerstraße und Schützenstraße statt, genau ein Jahr später das Richtfest. Die Einweihungsfeier erfolgte am 13. Februar 1986. Die Bundesbankfiliale wurde aufgelöst, das Gebäude wird heute als Büro- und Geschäftshaus genutzt.

#### Weitere Bauten
Mitte September 1960 wurde der Erweiterungsbau der Textilgroßhandlung Pfeiffer & Schmidt in der Schützenstraße 5 eröffnet.

## Impressionen

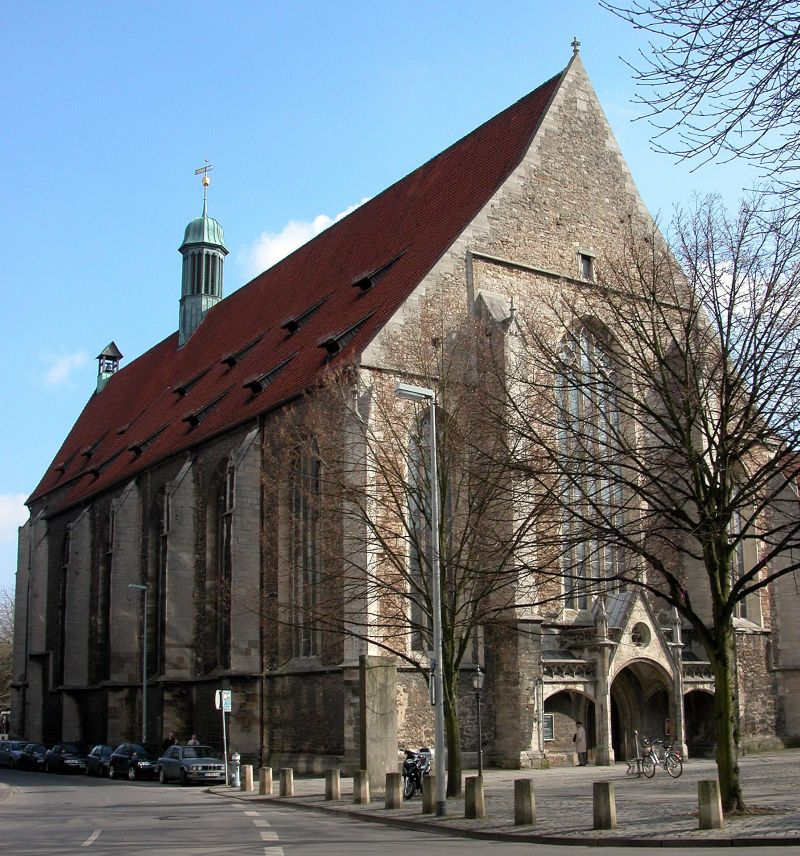
Brüdernkirche
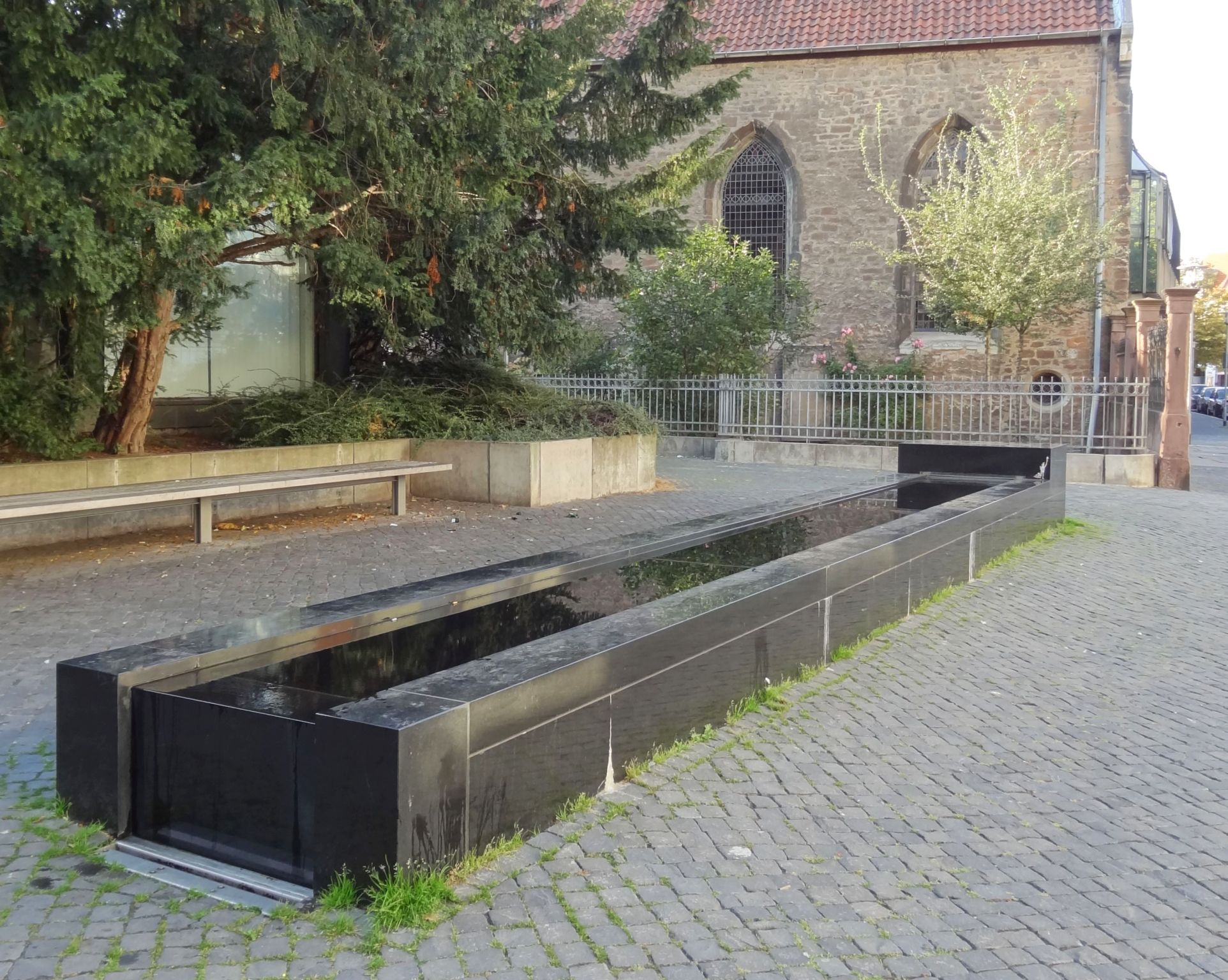
Brunnen an der Schützenstraße, im Hintergrund die Bartholomäuskapelle
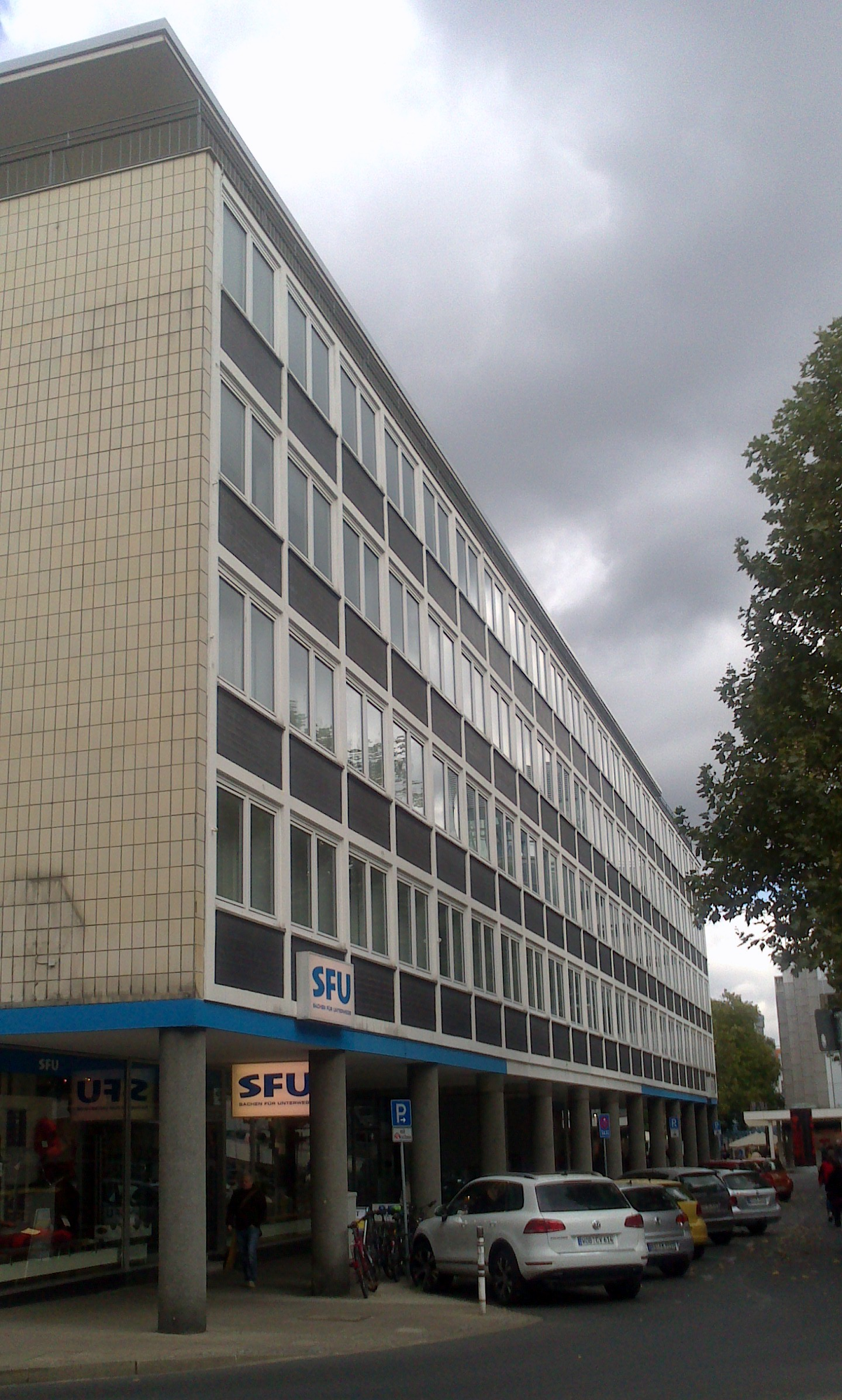
Ehemaliges Gebäude der Firma Pfeiffer & Schmidt an der Neuen Straße, zwischen Gördelingerstraße und Schützenstraße gelegen.
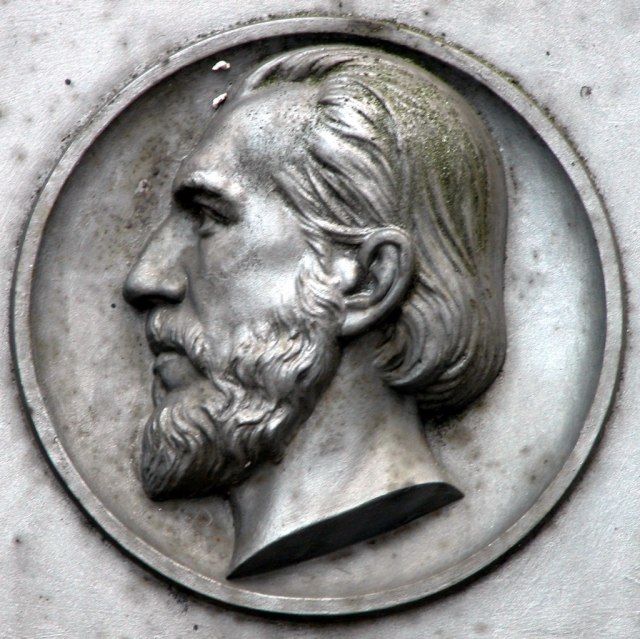
Gedenkplatte für den Sozialdemokraten Wilhelm Bracke